# Albany Great Danes
Albany Great Danes (español: Gran Danes de Albany) es el equipo deportivo de la Universidad de Albany, situada en Albany, Nueva York. Los equipos de los Great Danes participan en las competiciones universitarias de la NCAA, en la America East Conference.
- Datos: Q4709317